# Liste Schweizer Architekten
Dieser Artikel listet bekannte Architektinnen und Architekten auf, die längere Zeit in der Schweiz gewirkt, durch ihr Schaffen die Schweizer Baukultur geprägt oder als Schweizer im Ausland architektonische Akzente gesetzt haben.

## A
- Anton Aberle (1876–1953)
- Antonio Adamini (1792–1846)
- Domenico Adamini (1792–1860)
- Leone Adamini (1789–1854)
- Tommaso Adamini (1763–1828)
- Georges Addor (1920–1982)
- Kurt Aellen (* 1938)

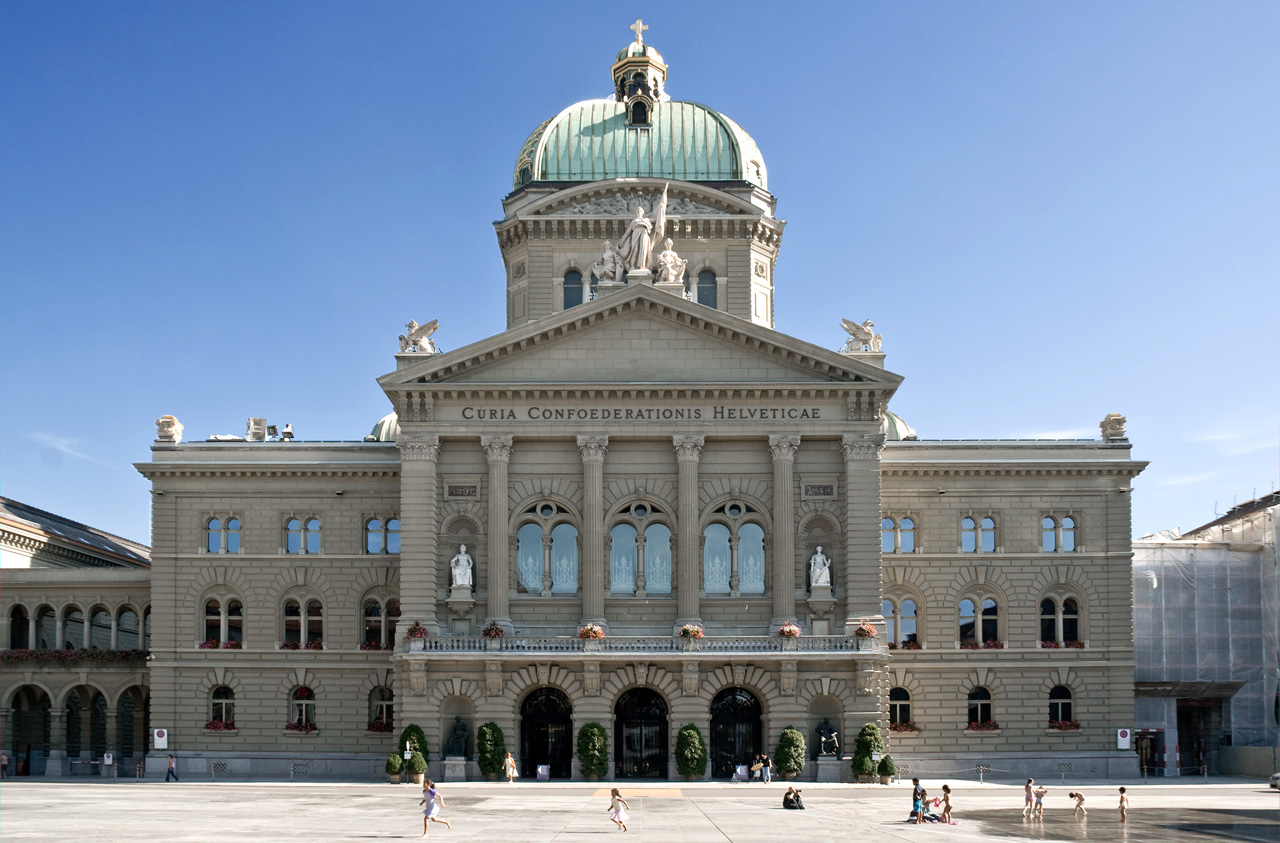
Hans Wilhelm Auer: Das Bundeshaus in Bern

- Karl Eduard Aeschlimann (1808–1893)
- Giocondo Albertolli (1742–1839)
- Michael Alder (1940–2000)
- Louis Jules Allemand (1856–1916)
- Gregor Allhelg (?–1676)
- Alfred Altherr (1911–1972)
- Fedor Altherr (1896–1980)
- Orfeo Amadò (1908–1979)
- Hans-Peter Ammann (1933–2021)
- Othmar Ammann (1879–1965)
- Arnold Amsler (* 1942)
- Vrendli Amsler (* 1947)
- Ernst E. Anderegg (1928–2006)
- Gaspard André (1840–1896)
- Flurin Andry (1928–1995)
- Michael Annen (* 1932)
- René Antoniol (1934–2017)
- Adolphe Appia (1862–1928)
- Michele Arnaboldi (1953–2024)
- Men Duri Arquint (* 1976)
- Paul Artaria (1892–1959)
- Hans Wilhelm Auer (1847–1906)
- Heinrich Auf der Maur (1904–1992)

## B
- Jean-Henri Bachofen (1821–1889)
- Hermann Casimir Baer (1870–1942)
- Luigi Bagutti (1778–≈1835)

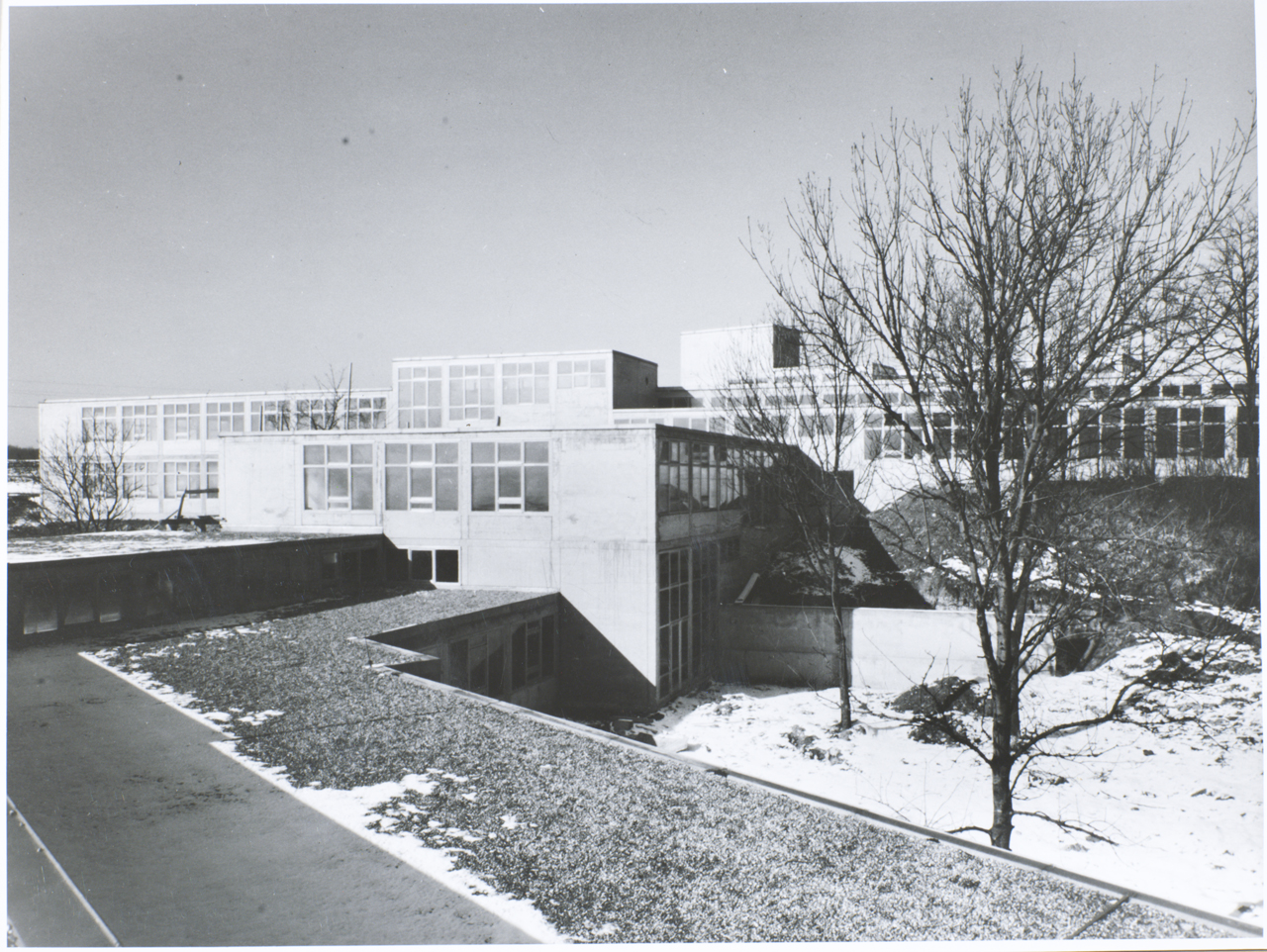
Max Bill: Gebäude der Hochschule für Gestaltung HfG Ulm (1953–1955).

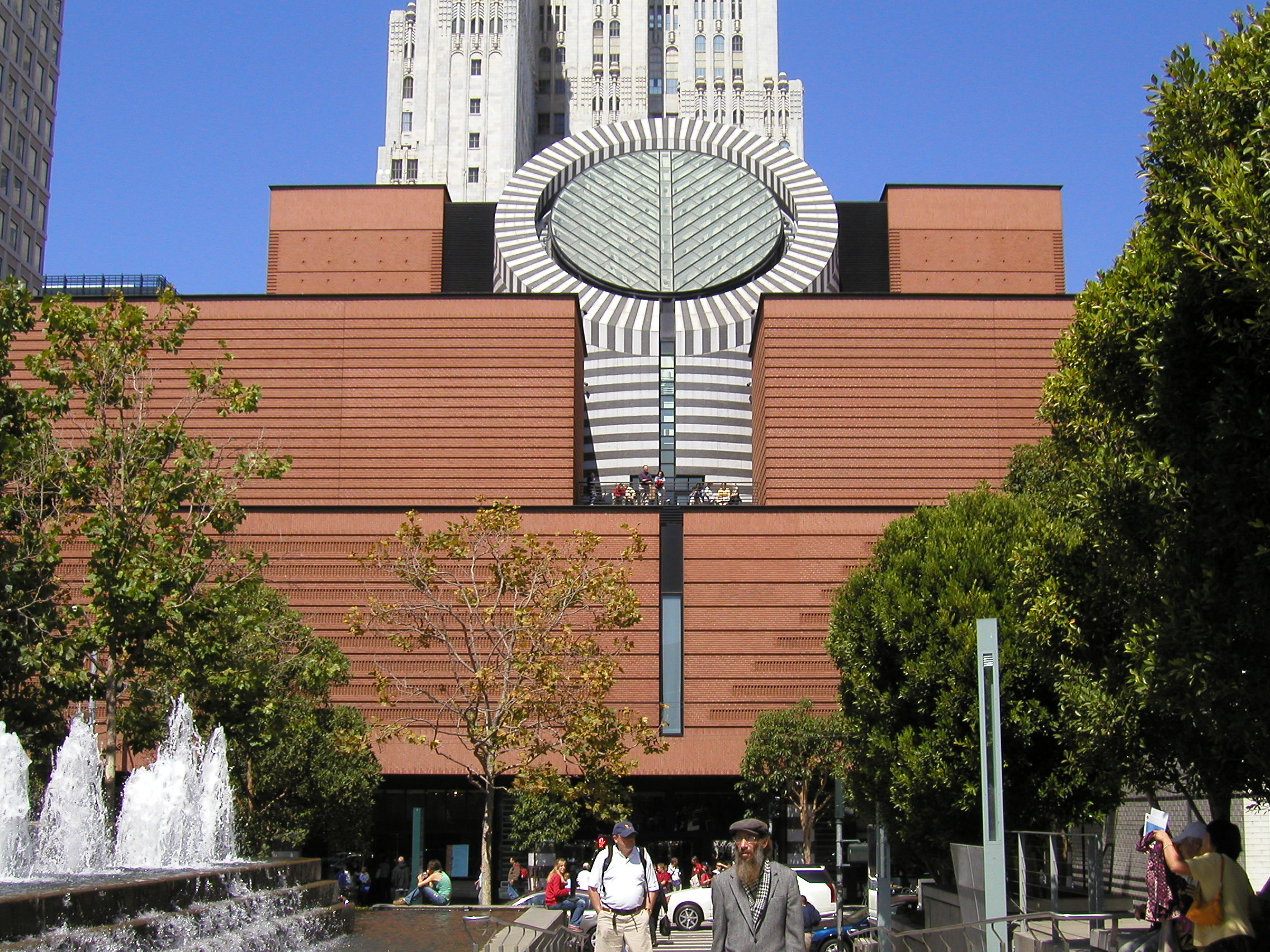
Mario Botta: Museum of Modern Art, San Francisco, 1990–1995

- Johann Christoph Bahnmeier (1834–1918)
- Joseph Charles Bardy (1834–1875)
- Karl Wilhelm Bareiss (1819–1895)
- Alfons Barth (1913–2003)
- Henry Baudin (1876–1929)
- Erwin Friedrich Baumann (1890–1980)
- Friedrich Baumann (1835–1910)
- Peter Baumann (* 1938)
- Ernst Baumgart (1858–1938)
- Wilhelm Emil Baumgartner (1893–1946)
- Hermann Baur (1894–1980)
- Valentin Bearth (* 1957)
- Eugène Beaudouin (1898–1983)
- Karl Beer (1886–1965)
- Martin Begle-Baumer (1803–1877)
- Johann Jakob Begle-Meyer (1770–1837)
- Jean Béguin (1866–1918)
- Hans Georg Bellmann (1911–1990)
- Pierre Benoit (* 1939)
- Armin Benz (* 1952)
- Emil Bercher (1883–1964)
- Arnold Berger (1882–1956)
- Hans Eduard von Berlepsch-Valendas (1849–1921)
- Ferdinando Bernasconi (1867–1919)
- Ferdinando Bernasconi (1897–1975)
- Giovanni Bernasconi (1905–1993)
- Emilio Bernegger (* 1942)
- Hans Bernoulli (1876–1959)
- Lucas Bernoulli (1907–1976)
- Wilhelm Bernoulli (1869–1909)
- Melchior Berri (1801–1854)
- François-Casimir Besson (1869–1944)
- Marie-Claude Bétrix (* 1953)
- Hans Beyeler (1894–1968)
- Louis Bezencenet (1843–1922)
- Pietro Bianchi (1787–1849)
- Roberto Bianconi (* 1939)
- Franz Biffiger (1939–2023)
- Max Bill (1908–1994)
- André Billaud (1930–1992)
- Robert Bischoff (1876–1920)
- Charles Bizot (1877–1933)
- Werner Blaser (1924–2019)
- Jean-Daniel Blavignac (1817–1876)
- Louis Blondel (1885–1967)
- Leopold Stanislaus Blotnitzki (1817–1879)
- Alfred Friedrich Bluntschli (1842–1930)
- Peter Böcklin (* 1935)
- Albert Bodmer (1893–1990)
- Leopold Boedecker (1890–1967)
- Willy Boesiger (1904–1990)
- Roger Boltshauser (* 1964)
- Charles-François Bonjour (1870–1961)
- René Bonnard (1882–1949)
- Alexandre Bordigoni (1865–1941)
- André Bordigoni (1909–1980)
- Giuseppe Bordonzotti (1877–1932)
- Charles Borgeaud (1852–1925)
- Joseph Bösch (1839–1922)
- Fonso Boschetti (* 1932)
- Max Bosshard (* 1949)
- Bruno Bossi (1901–1993)
- Mario Botta (* 1943)
- Albert Bourrit (1878–1967)
- Henri Bourrit (1841–1890)
- Paul Bouvier (1857–1940)
- Léon Werner Bovy (1863–1950)
- August Boyer (1908–)
- Hans Bracher (1909–1955)
- Richard Bracher (1878–1954)
- Wilhelm Bracher (1866–1933)
- Maurice Braillard (1879–1965)
- Adolf Bräm (1873–1944)
- Heinrich Bräm (1887–1956)
- Albert Brändli (1876–1949)
- Ernest Brantschen (1922–1994)
- Franz Bräuning (1888–1974)
- Otto Brechbühl (1889–1984)
- Hans Brechbühler (1907–1989)
- Johann Jakob Breitinger (1814–1880)
- Markus Breitschmid (* 1966)
- Albert Brenner (1860–1938)
- Johann Joachim Brenner (1815–1886)
- Georges Brera (1919–2000)
- Otto Bridler (1864–1938)
- Arnold Bringolf (1851–1946)
- Peppo Brivio (1923–2016)
- Jacques-Louis Brocher (1808–1884)
- Rino Brodbeck (* 1934)
- Wilhelm Eduard Brodtbeck (1873–1957)
- Frédéric Broillet (1861–1927)
- Richard Brosi (1931–2009)
- Karl Brüggemann (1928–1992)
- Charles Brugger (1879–1973)
- Frédéric Brugger (1912–1999)
- Monica Brügger (* 1932)
- Andreas Bründler (* 1967)
- Adolfo Brunel (1874–1960)
- Adolph Brunner (1837–1909)
- Conrad Ulrich Brunner (* 1942)
- Fritz Brunner (1839–1886)
- Ugo Brunoni (* 1938)
- Hanns Anton Brütsch (1916–1997)
- Wilhelm Bubeck (1850–1891)
- Daniel Buchner (* 1967)
- Jeanne Bueche (1912–2000)
- Elsa Burckhardt-Blum (1900–1974)
- Ernst Friedrich Burckhardt (1900–1958)
- Martin Burckhardt (1921–2007)
- Otto Burckhardt (1872–1952)
- Markus Burgener (1878–1953)
- Urs Burkard (* 1942)
- Marianne Burkhalter (* 1947)
- Arnold Bürkli (1833–1894)
- Adolphe Burnat (1872–1946)
- Oskar Burri (1913–1985)

## C
- Richard Calini (1882–1943)
- Paul Camenisch (1893–1970)
- Alberto Camenzind (1914–2004)

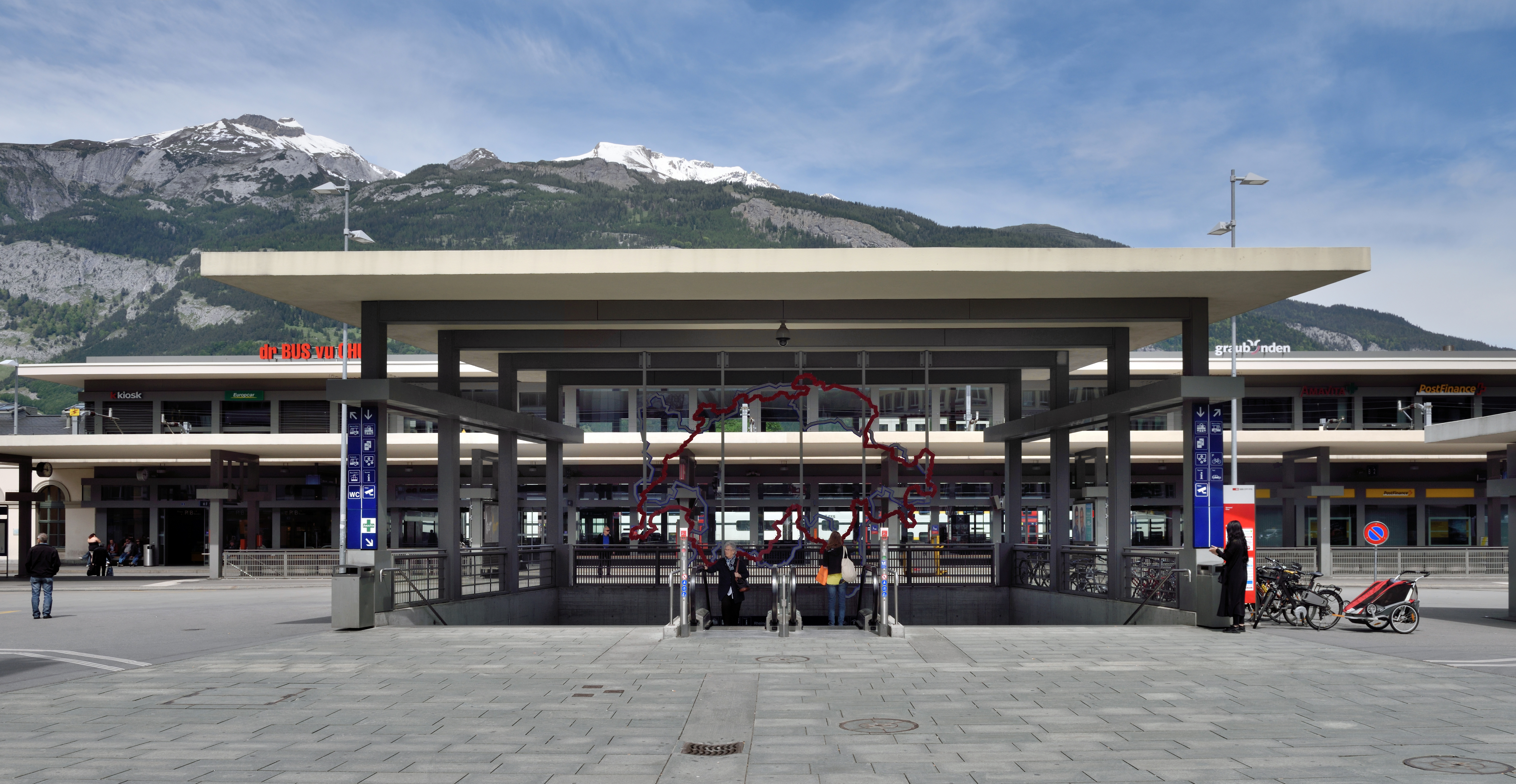
Bahnhof Chur von Conradin Clavuot

Landesmuseum Zürich von Christ & Gantenbein

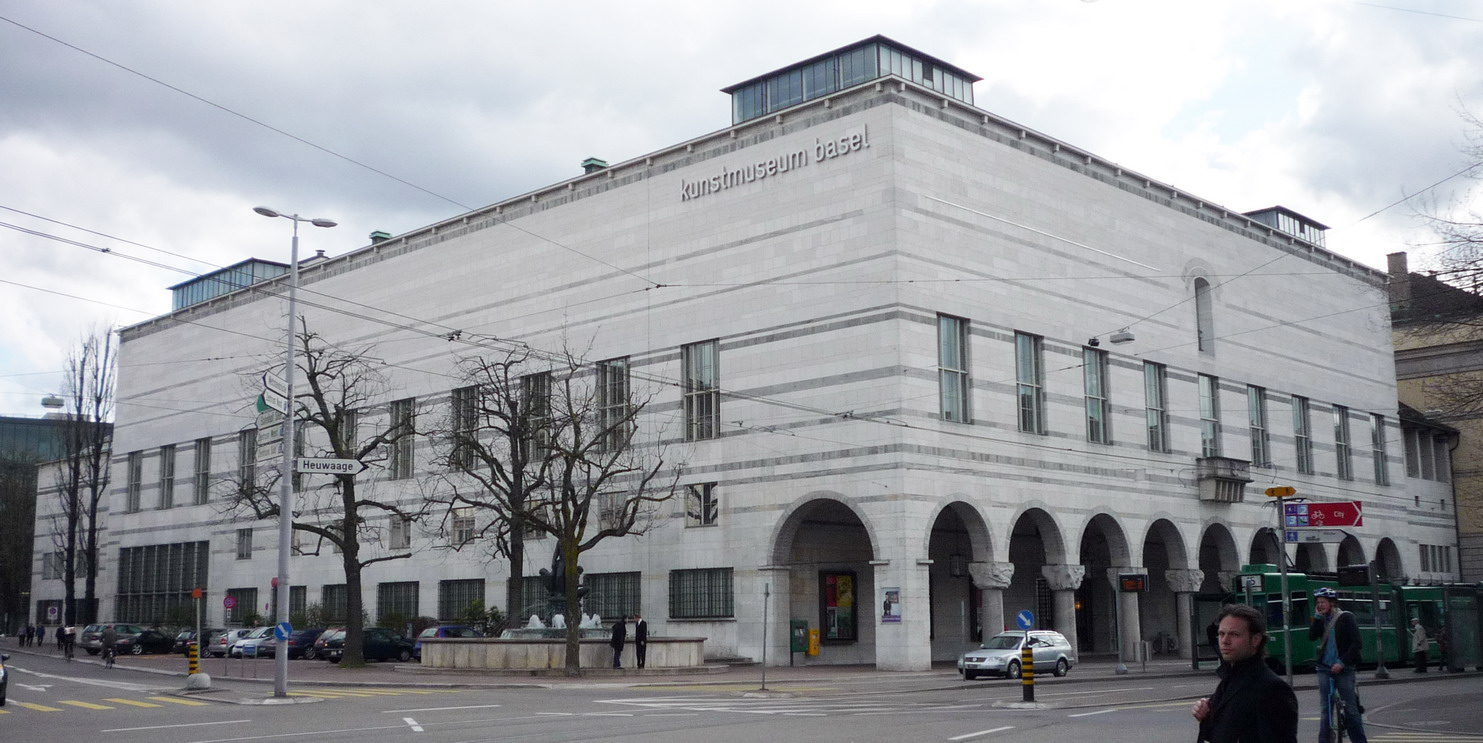
Kunstmuseum Basel von Rudolf Christ

- Giovanni Battista Camessina (1642–1724)
- Gion A. Caminada (* 1957)
- Alexandre Camoletti (1873–1923)
- Bruno Camoletti (* 1933)
- Jean Camoletti (1891–1972)
- John Camoletti (1848–1894)
- Marc Camoletti (1857–1940)
- Pierre Camoletti (* 1936)
- Mario Campi (1936–2011)
- Demetrio Camuzzi (1858–1899)
- Luigi Canonica (1764–1844)
- Tita Carloni (1931–2012)
- Giovanni Catenazzi (um 1660 – nach 1724)
- Arnold Cattani (1845–1921)
- Agostino Cavadini (1907–1990)
- Eugenio Cavadini (1881–1962)
- Raffaele Cavadini
- Jean-Louis Cayla (1858–1945)
- Alfred Chabloz (1866–1951)
- Charles-François Chamorel-Garnier (1868–1934)
- René Chapallaz (1881–1976)
- Léo Châtelain (1839–1913)
- Louis Châtelain (1805–1885)
- Georges Chessex (1868–1932)
- Edouard Chevallaz (1875–1926)
- Mario Chiattone (1891–1957)
- Cino Chiesa (1905–1971)
- Alfred Chiodera (1850–1916)
- Rudolf Christ (1895–1975)
- Emanuel Christ (* 1970)
- Albert Cingria (1906–1966)
- Conradin Clavuot (* 1962)
- Pierre Clémençon (* 1939)
- Napoléon-Jules-Philibert Clerc (1844–?)
- Charles-Louis Coigny (1878–1935)
- James-Victor Colin (1807–1886)
- Eugène Colomb (1853–1947)
- Guy Collomb (* 1950)
- Marc Collomb (* 1953)
- Gustave Emile Conod (1833–1906)
- Eraldo Consolascio (* 1948)
- Christian Constantin (* 1957)
- Maurizio Conti (1834–1906)
- Maurizio Conti (1857–1942)
- Robert Convert (1860–1918)
- Fred Cramer (1923–2018)
- Antonio Croci (1823–1884)
- Robert Curjel (1859–1925)
- Walter Custer (1909–1992)

## D
- Justus Dahinden (1925–2020)
- Ignacio Dahl Rocha (* 1956)
- Heinrich Danzeisen (1919–2013)
- Samuel Darier (1808–1884)

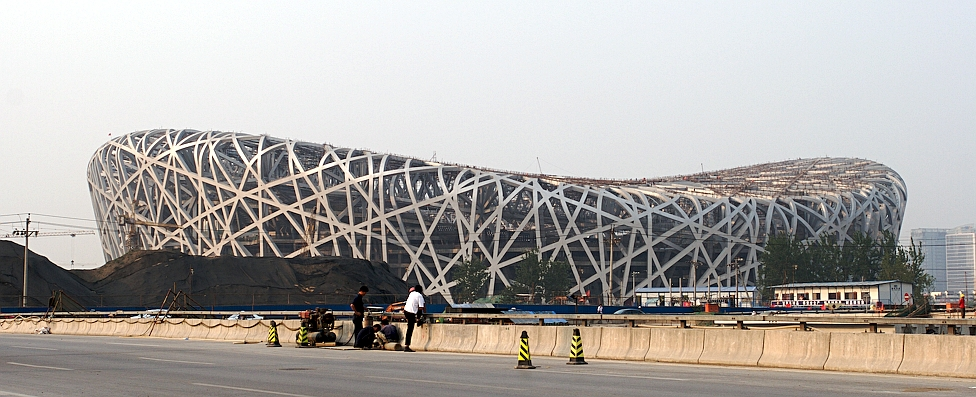
Herzog de Meuron: Das Nationalstadion Peking

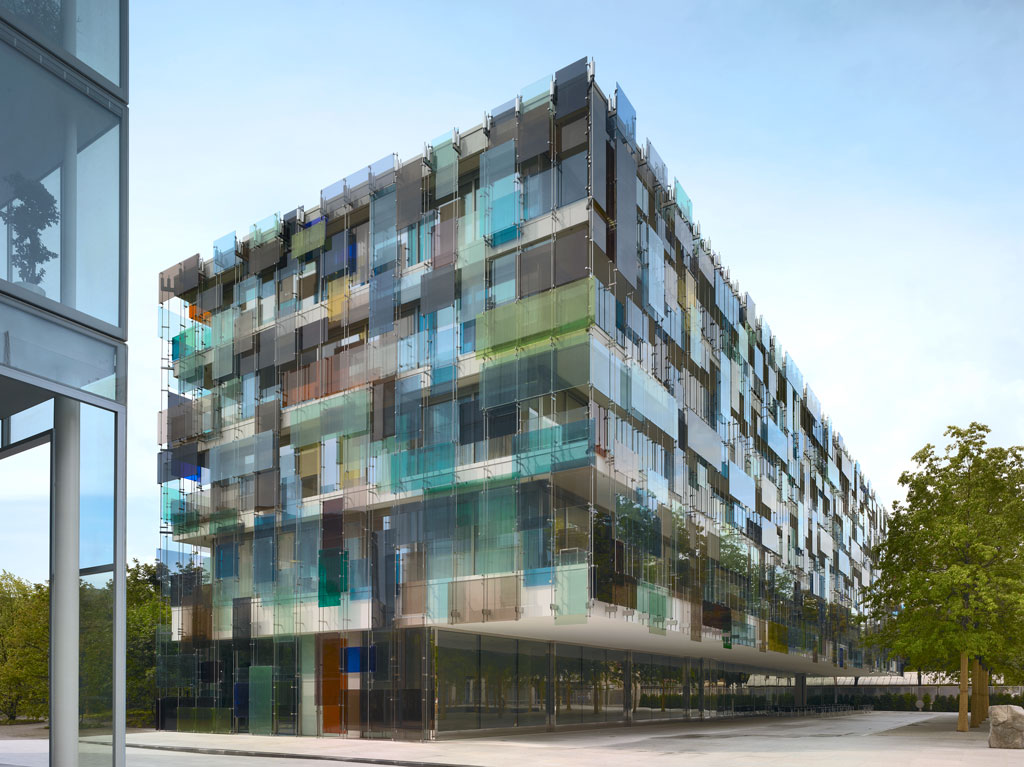
Roger Diener: Novartis Campus Basel Forum 3

- Horace Edouard Davinet (1839–1922)
- Marcel Daxelhoffer (1878–1927)
- Eduard Del Fabro (* 1910)
- Leonhard Denervaud (1889–1955)
- Andrea Deplazes (* 1960)
- Emil Dettwiler (1865–1932)
- Patrick Devanthéry (* 1950)
- Marcus Diener (1918–1999)
- Roger Diener (* 1950)
- Gabriel Diodati (1828–1914)
- Gustav Doppler (1828–1914)
- Otto Dorer (1851–1920)
- Adrien van Dorsser (1866–1961)
- Jean-Pierre Dresco (* 1936)
- Otto Dreyer (1897–1972)
- Georges-Pierre Dubois (1911–1983)
- Max Dudler (* 1949)
- Joseph Dufour (1874–1936)
- Fernand Dumas (1892–1956)
- William Dunkel (1893–1980)
- Abraham Dünz der Ältere (1630–1688)
- Arthur Dürig (1903–1978)
- Jean-Pierre Dürig (* 1958)
- Giancarlo Durisch (1935–2013)
- Otto Dürr (1894–1952)

## E
- Piet Eckert (* 1968)
- Wim Eckert (* 1969)
- Ernst Egeler (1908–1978)
- Karl Egender (1897–1969)
- Hans Eggimann (1872–1929)
- Ernst Egli (1893–1974)
- Werner Egli (1943–2015)
- Willi Egli (* 1943)
- Carl Ferdinand von Ehrenberg (1806–1841)
- Etienne Elaerts (1793–1853)
- Jean-Marie Ellenberger (1913–1988)
- Karl Engel (vor 1664 – nach 1702)
- Gerwin Engel (* 1943)
- Martin Engeler (* 1950)
- Georges Epitaux (1873–1957)
- Hermann Eppler (* 1941)
- Emanuel Erlacher (1878–1952)
- Heinrich Ernst (1864–1916)
- Martin Ernst (* 1945)
- Jakob Eschenmoser (1908–1993)
- Hans Caspar Escher (1775–1859)
- Simon Ettlin (1818–1871)
- Karl Etzel (1812–1865)

## F
- Emil Faesch (1865–1915)
- Gustave Falconnier (1845–1913)
- János Faragó (1925–2013)
- Edmond Fatio (1871–1959)
- Jacques Favarger (1889–1967)
- Jacques Favre (1921–1973)
- Emil Felix (1875–1941)
- Giuseppe Ferla (1859–1916)
- Marcel Ferrier (* 1951)
- Hermann Fietz (1869–1931)
- Carl Fingerhuth (1936–2021)

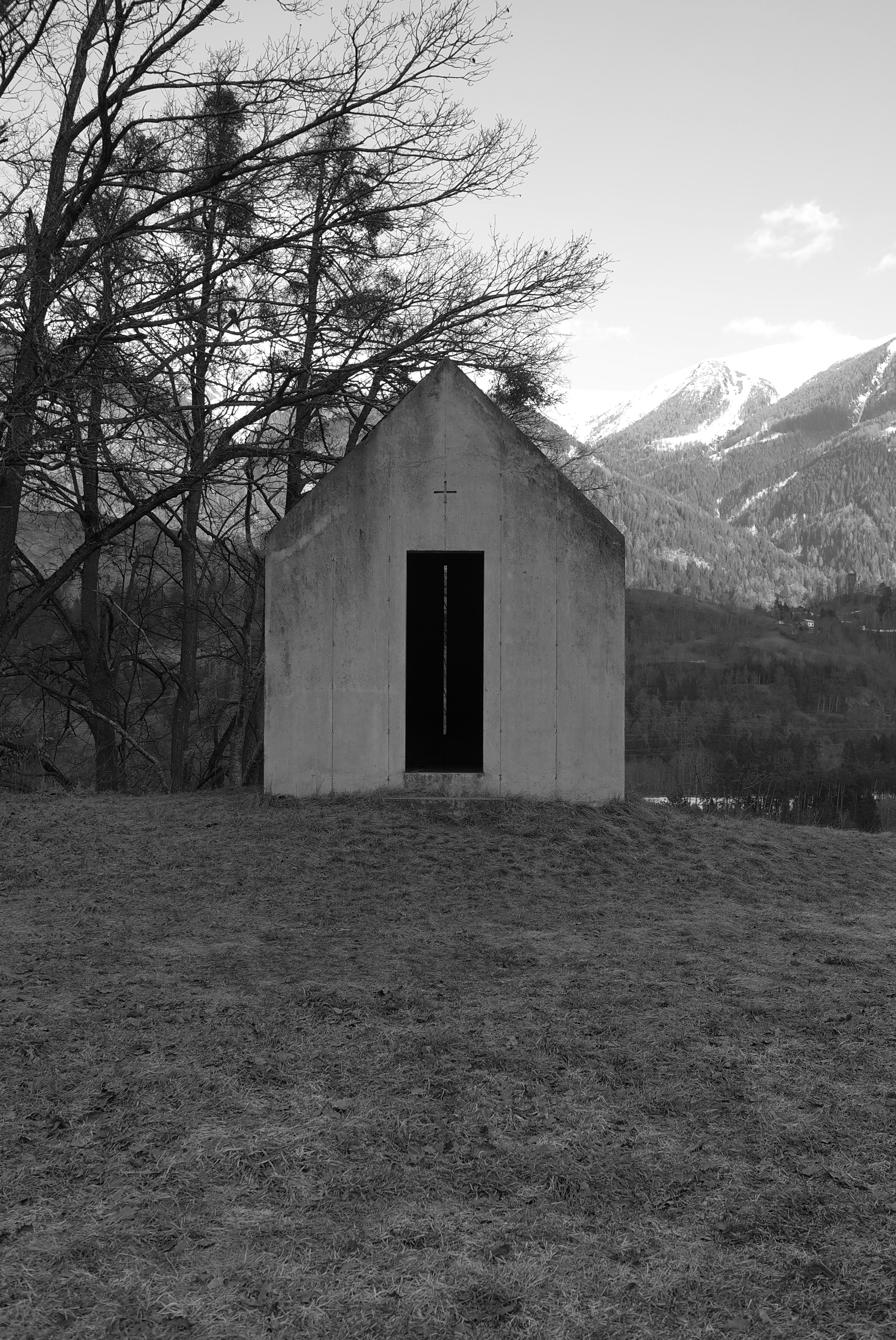
Rudolf Fontana: St. Nepomuk, Cazis-Obberealta

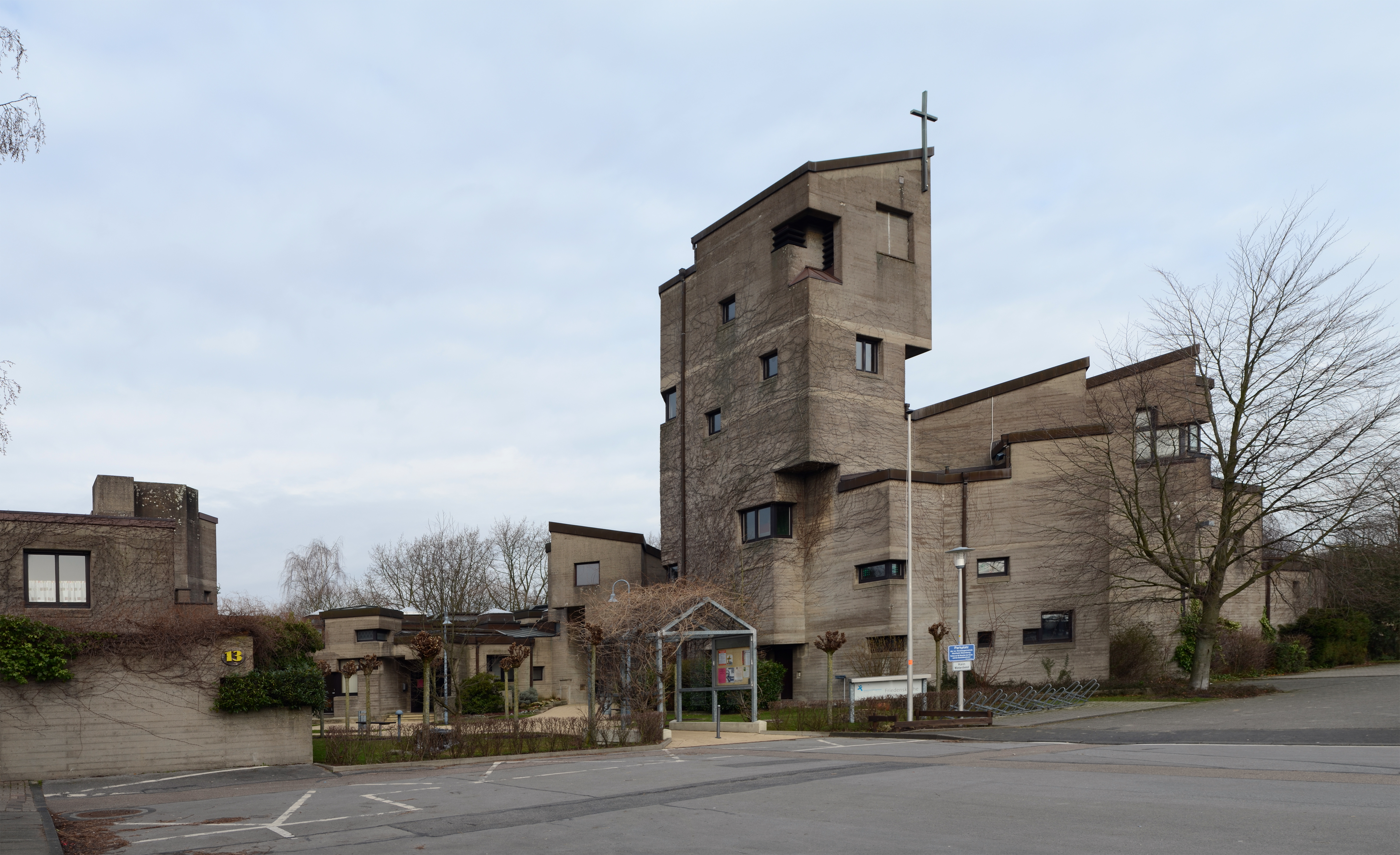
Walter Maria Förderer: Evangelische Friedenskirche, Baumberg

- Henry Berthold von Fischer (1861–1949)
- Hermann von Fischer (1926–2015)
- Hans Fischli (1909–1989)
- Friedrich Fissler (1875–1964)
- Julien Flegenheimer (1880–1938)
- Luigi Fontana (1812–1877)
- Rudolf Fontana (* 1941)
- Walter Maria Förderer (1928–2006)
- Benno Fosco (* 1940)
- Jacqueline Fosco-Oppenheim (* 1942)
- Gaspare Fossati (1809–1883)
- Henri Fraisse (1804–1841)
- Jean-Abraham Fraisse (1771–1812)
- Adolphe Fraisse (1835–1900)
- Philippe Franel (1796–1867)
- Giuseppe Franzoni (1824–1870)
- Giuseppe Fraschina (1817–1891)
- Robert Frei (* 1925)
- Albert Frey (1903–1998)
- Hermann Frey (1908–1980)
- Johann Jakob Frey (1848–1890)
- Karl Frey (1884–1958)
- Werner Frey (1912–1989)
- Valentin Friderich (vor 1600–1640)
- Leonhard Friedrich (1852–1918)
- Rudolf Friedrich (1853–1927)
- Max Frisch (1911–1991)
- Gertrud Frisch-von Meyenburg (1916–2009)
- Carlo Giuseppe Frizzi (1797–1831)
- Otto Karl Froebel (1844–1906)
- Theodor Froebel (1810–1893)
- Albert Froelich (1876–1953)
- Joseph-Antoine Froelicher (1790–1866)
- Adolf Füchslin (1850–1925)
- Franz Füeg (1921–2019)
- Eduard Fueter (1845–1901)
- Frantz Fulpius (1869–1960)
- Léon Fulpius (1840–1927)
- Walter Furrer (1870–1949)

## G
- Rudolf Gaberel (1882–1963)
- Bernard Gachet (* 1951)
- André Gaillard (1921–2010)
- Aurelio Galfetti (1936–2021)
- Silvio Galizia (1925–1989)
- Charles Gampert (1843–1899)
- Christoph Gantenbein (* 1971)
- Werner Gantenbein (1924–2004)
- Henri Garcin (1877–1933)
- Joseph Gasser (* 1925)
- Adolf Gaudy (1872–1956)
- Gianpeter Gaudy (1919–1995)
- Hermann Rudolf Gauss (1835–1868)
- Theodor Geiger (1832–1882)

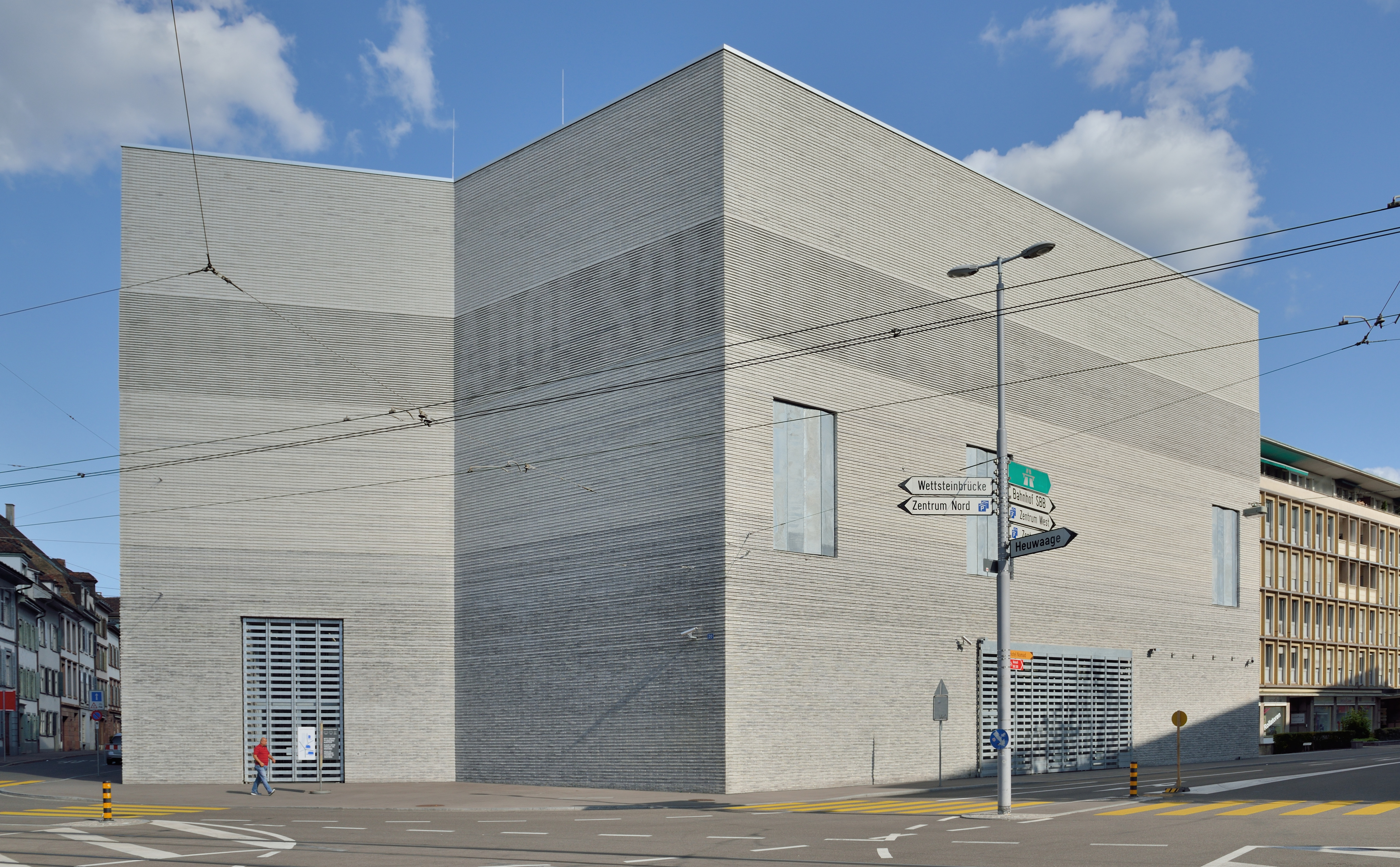
Kunstmuseum Basel, Erweiterungsbau von Christ & Gantenbein

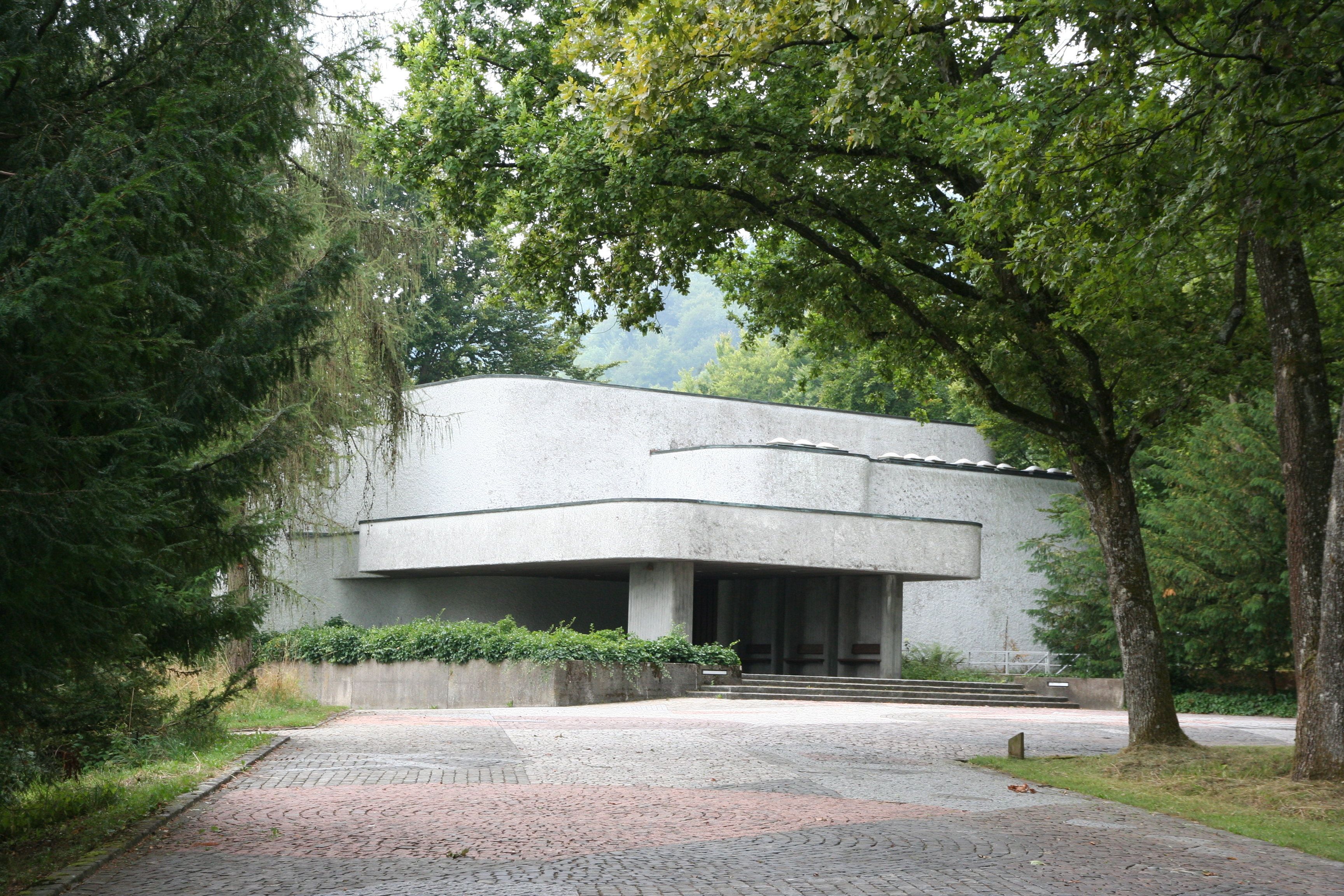
Friedhof Üetliberg von Werner Gantenbein

- Charles-Edouard Geisendorf (1913–1985)
- Arnold Geiser (1844–1909)
- Frank Geiser (* 1935)
- Niklaus Geisler (1585–≈1665)
- Augustin Genoud (1885–1963)
- Bruno Gerosa (* 1928)
- Alban Gerster (1898–1986)
- Albert Gerster (1864–1935)
- Heinrich von Geymüller (1839–1909)
- Arnold Gfeller (1902–1978)
- Alessandro Ghezzi (1861–1922)
- Bruno Giacometti (1907–2012)
- Ivano Gianola (* 1944)
- Prospero Gianoli (* 1945)
- Henri Gicot (1897–1982)
- Annette Gigon (* 1959)
- Domenico Gilardi (1785–1845)
- Dominique Gilliard (* 1931)
- Frédéric Gilliard (1884–1967)
- Francis Gindroz (1822–1878)
- Alexandre Girardet (1856–1904)
- Ernst Gisel (1922–2021)
- Ernst Georg Gladbach (1812–1896)
- Otto Glaus (1914–1996)
- Jakob Glur (1842–1907)
- Patrick Gmür (* 1961)
- Silvia Gmür-Maglia (1939–2022)
- Frédéric Godet (1885–1937)
- Theodor Gohl (1844–1910)
- Auguste Ernest Golay (1866–1905)
- Alain Gonthier (* 1948)
- Regina Gonthier (* 1949)
- Jacques-Elysée Goss (1839–1921)
- Alfred Gradmann (1893–1962)
- Camille Graeser (1892–1980)
- Heinrich Graf (1930–2010)
- Sonja Grandjean (* 1939)
- Urs Grandjean (* 1939)
- Fabio Gramazio (* 1970)
- Eugène Grasset (1845–1917)
- Carl Griot (1859–1944)
- Jacques Gros (1858–1922)
- Johannès Grosset (1866–1957)
- Andy Guhl (* 1952)
- Willy Guhl (1915–2004)
- Augusto Guidini (1853–1928)
- Augusto Guidini (1895–1970)
- Jean-Pierre Guillebaud (1805–1888)
- Gustav Gull (1858–1942)
- Walter von Gunten (1891–1972)
- Charles Alphonse Gunthert (1878–1918)
- Jean Gunthert (1789–1867)
- Marcel Gut (1924–1992)
- Rolf Gutmann (1926–2002)
- Esther Guyer (* 1931)
- Lux Guyer (1894–1955)
- Mike Guyer (* 1958)
- Rudolf Guyer (* 1929)
- Adolphe Guyonnet (1877–1955)

## H
- August Eduard Haag (1850–1918)
- Richard Hächler (1897–1966)
- Max Haefeli (1869–1941)
- Max Ernst Haefeli (1901–1976)
- Leo Hafner (1924–2015)
- Andreas Hagmann (* 1959)
- Albrecht Carl Haller (1803–1855)
- Fritz Haller (1924–2012)
- Wilhelm Hanauer (1854–1930)
- August Hardegger (1858–1927)
- Nicolaus Hartmann (1838–1903)
- Nicolaus Hartmann (1880–1956)
- Werner Hartmann (* 1954)
- Marc Hausammann (1940–1998)
- Yvonne Hausammann (* 1943)
- Moritz Hauser (1891–1970)
- Robert Haussmann (1931–2021)
- Trix Haussmann-Högl (* 1933)
- Gottlieb Hebler (1817–1875)
- Wendelin Heene (1855–1913)
- Beda Hefti (1897–1981)

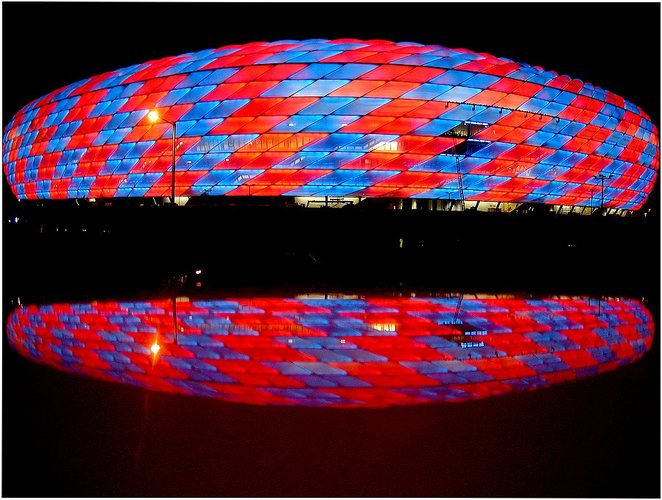
Jacques Herzog: Allianz Arena München (2002–2005)

- Johann Jakob Heimlicher (1798–1848)
- Daniel Heintz der Ältere (≈1530–1596)
- Paul Held (1891–1953)
- Eduard Helfer (1920–1981)
- Erwin Heman (1876–1942)
- Franz Heinrich Hemmann (1798–1849)
- Walter Henauer (1880–1975)
- Paul Eugene Henssler (1878–1954)
- William Henssler (1875–1951)
- Alexander Henz (* 1933)
- Hermann Herter (1877–1945)
- Léon Hertling (1867–1948)
- Jacques Herzog (* 1950)
- Anton Higi (1885–1951)
- Karl Higi (1920–2008)
- Hans Hilfiker (1901–1993)
- Karl August Hiller (1852–1901)
- Joseph Emmanuel Hochstättler (1820–1880)
- Alfred Hodler (1851–1919)
- Walter Hodler (1883–1964)
- Arnold Hoechel (1889–1974)
- Bernhard Hoesli (1923–1984)
- Hans Hofmann (1897–1957)
- Max Hofmann (1872–1965)
- Klaus Holzhausen (* 1937)
- Denis Honegger (1907–1981)
- Jean-Jacques Honegger (1903–1985)
- Pierre Honegger (1905–1992)
- Robert Honegger (1907–1974)
- Heinrich Honegger-Näf (1843–1907)
- Pablo Horváth (* 1962)
- Heinz Hossdorf (1925–2006)
- Emil Hostettler (1887–1972)
- Theo Hotz (1928–2018)
- Annemarie Hubacher (1921–2012)
- Carl Hubacher (1897–1990)
- Hans Hubacher (1916–2009)
- Achilles Huber (1776–1860)
- Benedikt Huber (1928–2019)
- Kurt Huber (* 1943)
- Ernst Hünerwadel (1857–1924)
- Theodor Hünerwadel (1864–1956)
- Christian Hunziker (* 1926)
- Werner Hunziker (* 1939)
- Heinrich Huser (1870–1926)
- Urs Hüsler (* 1945)

## I
- Karl Indermühle (1877–1933)
- Hannes Ineichen (* 1933)
- Otto Ingold (1883–1943)
- Heinz Isler (1926–2009)
- Francis Isoz (1856–1910)
- Gaudenz Issler (1853–1942)
- Arnold Itten (1900–1953)
- Jakob Itten (1930–1988)

## J
- Augusto Jäggli (1911–1999)
- Stefan von Jankovich (1920–2002)
- Werner Jaray (1920–2002)
- Emil Jauch (1911–1962)
- Pierre Jeanneret (1896–1967)
- Carl Jegher (1874–1945)
- Werner Jegher (1900–1983)
- Samuel Jenner (1653–1720)
- Joseph Caspar Jeuch (1811–1895)
- Eduard Joos (1869–1917)
- Walter Joss (1875–1915)
- Eugène Jost (1865–1946)
- Konstantin Jovanovič (1849–1923)
- Ernst Georg Jung (1841–1912)
- Dieter Jüngling (* 1957)
- Henri-John Junod (1835–1908)
- Henri Juvet (1854–1905)

## K
- Sepp Kaiser (1872–1936)
- Alphonse de Kalbermatten (1870–1960)
- Joseph de Kalbermatten (1840–1920)
- Max Kasper (1934–2008)
- Willi Kehlstadt (1888–1951)
- Jacques Kehrer (1854–1908)
- Dagobert Keiser (1879–1959)
- Bruno Keller (* 1948)
- Rolf Keller (1930–1993)
- Wilhelm Keller (1823–1888)
- Adolf Kellermüller (1895–1981)
- Gustav Kelterborn (1841–1908)
- Julius Kelterborn (1857–1915)
- Christian Kerez (* 1962)
- Emil Kessler (1833–1907)
- Dieter Kienast (1945–1998)
- Wilhelm Kienzle (1886–1958)
- Karl Knell (1853–1901)
- Karl Knell (1880–1954)
- Hilarius Knobel (1830–1891)
- Alexander Koch (1848–1911)
- Valentin Koch (1877–1935)
- Marc Kocher (* 1965)
- Maurice Koechlin (1856–1946)
- Matthias Kohler (* 1968)
- Alexander Köhli (1801–1873)
- Ivan Kolocek (* 1943)
- Max P. Kollbrunner (1926–2010)
- Karl Koller (1873–1946)
- Iachen Ulrich Könz (1899–1980)
- Max Kopp (1891–1984)
- Anthony Krafft (1928–1991)
- Antoine Krafft (1831–1910)
- Frank Krayenbühl (1935–2011)
- Karl-Friedrich Krebs (1880–1945)
- Werner Krebs (1895–1990)
- Carl Kramer (1929–1998)
- Felix Wilhelm Kubly (1802–1872)
- Richard Kuder (1852–1912)
- Werner Küenzi (1921–1997)
- Karl Kündig (1883–1969)
- Johann Christoph Kunkler (1813–1898)
- Julius Kunkler (1845–1923)
- Alexander Kuoni (1842–1888)
- Stefan Kurath (* 1976)
- Jasmin Kohler (* 1990)

## L
- Richard La Nicca (1794–1883)
- Emanuel La Roche (1863–1922)
- Johann Labonté (1866–1945)
- Ernest Lambelet (1872–1928)

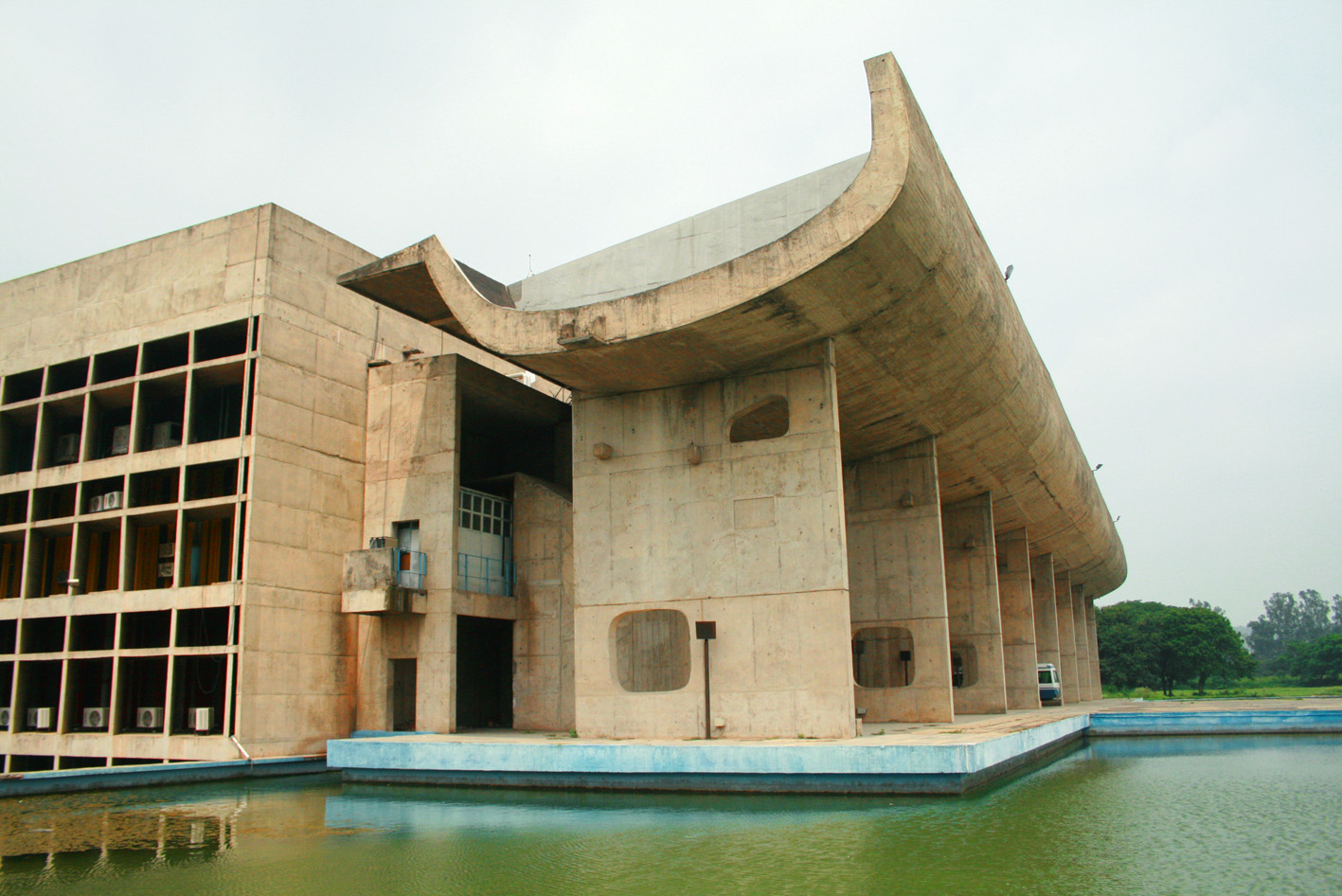
Le Corbusier: Chandigarh-Sekretariat

- Gabriel-Constant Lambert (1826–nach 1871)
- André Lambert (1851–1929)
- Vittorio Magnago Lampugnani (* 1951)
- Ines Lamunière (* 1954)
- Jean-Marc Lamunière (1925–2015)
- Robert Landolt (* 1907)
- Eduard Lanz (1886–1972)
- Alfred Lanzrein (1879–1933)
- Charles Lardet (1891–1955)
- Georg Lasius (1835–1928)
- Alphonse Laverrière (1872–1954)
- Le Corbusier (1887–1965)
- Walter Leder (1892–1985)
- Joseph-Fidel Leimbacher (1813–1864)
- Jakob-Ulrich Lendi (1825–1871)
- Charles L’Eplattenier (1874–1946)
- Giacomo Lepori (1843–1899)
- William Lescaze (1896–1969)
- Hans Leu (1896–1954)
- Hans Leuzinger (1887–1971)
- Willy Liechti (1918–1980)
- Andres Liesch (1927–1990)
- Rudolf Linder (1849–1928)
- Paul Lindt (1859–1913)
- Benedikt Loderer (* 1945)
- Gret Loewensberg (* 1943)
- Meinrad Lorenz (1880–1968)
- François Lovis (1817–1890)
- Conrad Löwe (1819–1870)
- Arthur Lozeron (1905–1970)
- Arnulf Lüchinger (* 1941)
- Christoph Luchsinger (1954–2019)
- Hans Luder (1913–1997)
- Johannes Ludwig (1815–1888)
- Regula Lüscher (* 1961)
- Rodolphe Luscher (* 1941)
- Johann Albert Lüthi (1858–1903)
- Otto Lutstorf (1854–1908)

## M
- Marcel Mäder (1928–2020)
- Hans Mähly (1888–1977)
- Louis Henri Maillard (1838–1923)
- Robert Maillart (1872–1940)
- Vincent Mangeat (1941–2025)
- Luca Maraini (* 1940)
- Otto Maraini (1863–1944)
- Paola Maranta (* 1959)
- Americo Marazzi (1879–1963)
- Ueli Marbach (* 1941)
- Ludwig Maring (1820–1893)
- Paolo Mariotta (1905–1971)
- Peter Märkli (* 1953)
- Daniele Marques (* 1950)
- Joseph Marschall (1865–1924)
- Hans Marti (1913–1993)
- Camille Martin (1877–1928)

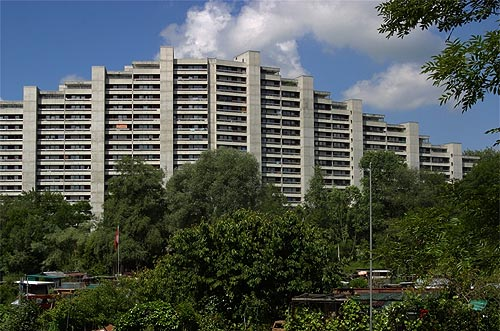
Hans Marti: Grossüberbauung Telli in Aarau

- Giovan Battista Martinetti (1764–1830)
- Jean-Daniel Masserey (* 1972)
- Albert Maurer (1889–1935)
- Jakob Maurer (1929–2025)
- François Maurice (1925–2019)
- Julius Maurizio (1894–1968)
- Otto Meier (1901–1982)
- Armin Meili (1892–1981)
- Heinrich Meili-Wapf (1860–1927)
- Marcel Meili (1953–2019)
- Charles Aimé Melley (1855–1935)
- Amadeus Merian (1808–1889)
- Patrick Mestelan (* 1947)
- Fritz Metzger (1898–1973)
- Pierre de Meuron (* 1950)
- Adrian Meyer (* 1942)
- Arnold Meyer (1877–1959)
- Gisbert Meyer (1902–1966)
- Hannes Meyer (1889–1954)
- Hans-Ulrich Meyer (* 1942)
- Henri Meyer (1856–1930)
- Paul Meyer (1891–1980)
- Peter Meyer (1894–1984)
- Quintus Miller (* 1961)
- Henri Mollet (* 1939)
- Ippolito Monighetti (1819–1878)
- Caspar Moosbrugger (1656–1723)
- Giacomo Moraglia (1791–1860)
- Bernhard Morell (1785–1859)
- Meinrad Morger (* 1957)
- Alfred Möri (1880–1936)
- Franco Moro (* 1948)
- Paolo Moro (* 1945)
- Frédéric de Morsier (1861–1931)
- Henri de Morsier (1859–1924)
- Arthur Moser (1880–1957)
- Friedrich Moser (1877–1964)
- Karl Coelestin Moser (1860–1936)
- Robert Moser (1833–1901)
- Walter Moser (1931–2023)
- Werner Max Moser (1896–1970)
- Carl Mossdorf (1901–1969)
- Gustav Mossdorf (1831–1907)
- Marc Mozer (* 1929)
- Ernst Friedrich Mühlemann (1893–1975)
- Rolf Mühlethaler (* 1956)
- August Albert Müller (1846–1912)
- Hans Müller (1899–1987)
- Johann Georg Müller (1822–1849)
- Karl Emanuel Müller (1804–1869)
- Mathias Müller (* 1966)
- Ernst Mumenthaler (1901–1978)
- Conrad von Muralt (1859–1928)

## N
- Albert Naef (1862–1936)
- Hannibal Naef (1902–1979)
- Joachim Naef (1928–1989)
- Alois von Negrelli (1799–1858)
- Eduard Neuenschwander (1924–2013)
- Willi Neukom (1917–1983)
- Paul Nicati (1864–1909)
- Georg Nickisch (* 1977)
- Daniel Niggli (* 1970)
- Johann Jakob Nigst (1876–1947)
- Jacques Nobile (1926–1980)
- Pietro Nobile (1774–1854)

## O
- Paul Oberrauch (1890–1954)
- Jean-Jacques Oberson (* 1937)
- Robert Obrist (1937–2018)
- Alfred Oeschger (1900–1953)
- Heinrich Oeschger (1901–1982)
- Heinrich Oetiker (1886–1968)
- Rudolf Olgiati (1910–1995)
- Valerio Olgiati (* 1958)
- Alfred Olivet (1863–1942)
- Johann Daniel Osterrieth (1768–1839)
- Franz Oswald (* 1938)
- Rolf Georg Otto (1924–2003)

## P
- Bruno Hermann Padel (1881–1930)
- Claude Paillard (1923–2004)
- Giacomo Palearo (1520–1586)
- Giovanni Panozzo (1909–1993)
- Manuel Pauli (1930–2002)
- Henri Perregaux (1785–1850)
- Louis Perrier (1849–1913)
- Louis-Daniel Perrier (1818–1903)
- Franco Pessina (1933–2021)
- Hans Konrad Pestalozzi (1848–1909)
- Heinrich Peter (1893–1968)
- Markus Peter (* 1957)
- Adrien Peyrot (1856–1918)
- Gustave Peyrot (1885–1963)
- Ferdinand Pfammatter (1916–2003)
- Daniel Pfister (1808–1847)
- Otto Pfister (1880–1959)
- Werner Pfister (1884–1950)
- Otto Pfleghard (1869–1958)
- Eduard Pfrunder (1877–1925)
- Alphons Maximilian Pfyffer von Altishofen (1834–1890)
- Louis Pfyffer von Wyher (1783–1845)
- Aldo Piazzoli (1908–2004)
- Marc Piccard (1905–1989)
- Adrien Pichard (1790–1841)
- Giuseppe Pioda (1810–1856)
- Gaetano Matteo Pisoni (1713–1782)
- Paolo Antonio Pisoni (1738–1804)
- Joseph Plepp (1595–1642)
- Franco Ponti (1921–1984)
- Lucien Praz (1883–1947)
- Louis-Ernest Prince (1857–1936)
- Eugen Probst (1873–1970)
- Emanuel Jirka Propper (1863–1933)
- Paul de Pury (1844–1874)
- Jean Pythoud (1925–2020)

## Q
- Emesto Quadri (1868–1922)
- Giovanni Quadri (1866–1892)
- Edy Quaglia (* 1944)
- Peter Quarella (* 1945)
- Jörg Quarella (* 1952)

## R
- Joseph de Raemy (1800–1873)
- Georg Ragaz (1857–1909)
- Jakob Ragaz (1846–1922)
- Berta Rahm (1910–1998)
- Bernardo Ramelli (1873–1930)
- Alfred Ramseyer (1884–1957)
- Max Rasser (1914–2000)
- Edwin Rausser (1925–2016)
- Magdalena Rausser-Keller (* 1940)
- Paul Reber (1835–1908)
- Benjamin Recordon (1845–1938)
- Heinrich Reese (1843–1919)
- Jacques Regamey (1863–1927)
- Bruno Reichlin (* 1941)
- Gret Reinhard (1917–2002)
- Hans Reinhard (1915–2003)
- Fabio Reinhart (* 1942)
- Louis Reutter (?)
- Adolphe Reverdin (1809–1901)
- Emile Reverdin (1845–1901)
- Guillaume Revilliod (1877–1961)
- Jacques Richter (* 1954)
- Max Richter (* 1928)
- Eugène de Riedmatten (1818–1871)
- Walter Rieger (1915–1990)
- Christoph Riggenbach (1810–1863)
- Albert Rimli (1871–1954)
- Martin Risch (1880–1961)
- Erasmus Ritter (1726–1805)
- Guillaume Ritter (1835–1912)
- Robert Rittmeyer (1868–1960)
- Eduard von Rodt (1849–1926)
- Antonio Riva (1650–1714)
- Roland Rohn (1905–1971)
- Hans Rohr (* 1945)
- Robert Roller (1805–1858)
- Robert Roller (1832–1898)
- Alfred Romang (1869–1909)
- Andrea Roost (* 1942)
- Paul Rosset (1872–1954)
- Carlo Rossi (1775–1849)
- Alfred Roth (1903–1998)
- Emil Roth (1893–1980)
- Carl Rothpletz (1814–1885)
- Jacques Roulet (* 1945)
- Hans-Jörg Ruch (* 1946)
- Flora Ruchat-Roncati (1937–2012)
- Arthur Rüegg (* 1942)
- Hermann Rüfenacht (1899–1975)
- Luigi Rusca (1762–1822)
- Louis-Frédéric de Rutté (1829–1903)
- Alfred Rychner (1845–1918)
- Hans Rychner (1813–1869)
- Hans Eduard Ryhiner (1891–1934)

## S
- Friedrich Saager (1879–1932)
- Robert Saager (1884–1975)
- Lisbeth Sachs (1914–2002)
- Ernst Salchli (1875–1971)
- Friedrich Salvisberg (1820–1903)
- Otto Rudolf Salvisberg (1882–1940)
- Alexandre Sarrasin (1895–1976)
- Alberto Sartoris (1901–1998)
- Marc Joseph Saugey (1901–1971)
- Chantal Scaler (* 1942)
- Walter H. Schaad (1902–1990)
- Jacques Schader (1917–2007)
- Peter Schaefer (* 1928)
- Emil Schäfer (1878–1958)
- Otto Schäfer (1879–1953)
- Joseph Schaller (1891–1936)
- Otto Schaub (1886–1955)
- Franz Scheibler (1898–1960)
- Hans Ulrich Scherer (1932–1966)
- Karl Scherrer (1892–1970)
- Maurus Schifferli (* 1973)
- Jakob Schilling (* 1931)
- Ernst Schindler (1902–1994)
- Gottfried Schindler (1870–1950)
- Gottfried Schindler (1904–1990)
- Max Schlup (1917–2013)
- Emil Schmid-Kerez (1843–1915)
- Hans Schmidt (1893–1972)
- Dolf Schnebli (1928–2009)
- Beate Schnitter (1929–2023)
- Emanuel Schoop (* 1958)
- Franz Plazid de Schumacher im Himmelrich (1725–1793)
- Franz Xaver de Schumacher im Himmelrich (1755–1808?)
- Wilhelm Schürch (1882–1955)
- Felix Schwarz (1917–2013)
- Fritz Schwarz (1930–2023)
- René Schwertz (1908–?)
- Lorenzo Sciascia (1643–1694)
- Heinrich Viktor von Segesser (1843–1900)
- Joseph Placidus von Segesser von Brunegg (1803–1878)
- Xaver von Segesser von Brunegg (1814–1874)
- Richard Seifert (1910–2001)
- Gottfried Semper (1803–1879)
- Alexander von Senger (1880–1968)
- Otto Heinrich Senn (1902–1993)
- Rainer Senn (* 1932)
- Carl Arnold Séquin (1845–1899)
- Rolf Siebold (1930–2012)
- Hans Siegle (1928–2013)
- Hermann Julius Siegrist (1894–1978)
- Gioni Signorell (* 1949)
- Miroslav Šik (* 1953)
- Jacques Simmler (1841–1901)
- Bernhard Simon (1816–1900)
- Franz Singer (1701–1757)
- Carl Ahasver von Sinner (1754–1821)
- Rudolf von Sinner (1890–1960)
- Luigi Snozzi (1932–2020)
- Silvio Soldati (1885–1930)
- Paolito Somazzi (1873–1914)
- Giovanni Sottovia (≈1830/35–?)
- Rudolph Spielmann (1877–1931)
- Niklaus Sprüngli (1725–1802)
- Ferdinand Stadler (1813–1870)
- Hans Conrad Stadler (1788–1846)
- Hermann August Stadler (1861–1918)
- Adolf Steger (1888–1939)
- Fritz Stehlin (1861–1923)
- Johann Jakob Stehlin der Ältere (1803–1879)
- Johann Jakob Stehlin der Jüngere (1826–1894)
- Katharina Steib (1935–2022)
- Wilfrid Steib (1931–2011)
- Eric Arthur Steiger (1897–1976)
- Flora Steiger-Crawford (1899–1991)
- Max Steiger (* 1942)
- Peter Steiger (1928–2023)
- Rudolf Steiger (1900–1982)
- Elisabeth Steinegger-Gürtler (* 1933)
- Jean-Claude Steinegger (* 1930)
- Albert Heinrich Steiner (1905–1996)
- Joseph Steiner (1882–1975)
- Rudolf Steiner (1861–1925)
- Martin Steinmann (1942–2022)
- Franz Stempkowski (1844–1902)
- Christian Stern (* 1935)
- Eduard Stettler (1803–1879)
- Eugen Stettler (1840–1913)
- Michael Stettler (1913–2003)
- Arnold Stöckli (1909–1997)
- Otto Streicher (1887–1968)
- Johann Rudolf Streiff (1873–1920)
- Werner Stücheli (1916–1983)
- Fritz Stucky (1929–2014)
- André M. Studer (1926–2007)
- Ernst Studer (1931–2001)
- Frédéric Studer (1880–1943)
- Jakob Friedrich Studer (1817–1879)
- Rudolf Friedrich Studer (1855–1926)
- Albrecht Stürler (1705–1748)
- Ludwig Samuel Stürler (1786–1840)
- Emil Sulser (1878–1935)
- Walther Sulser (1890–1983)
- Christian Sumi (* 1950)
- Hans Rudolf Suter (1908–2001)
- Peter Suter (1914–1998)
- Rudolf Suter (1871–1932)

## T
- Enea Tallone (1876–1937)
- Carlo Tami (1898–1993)
- Rino Tami (1908–1994)
- Eugen Tamm (1880–1938)
- Alfred Theus (1930–2003)
- Tilla Theus (* 1943)
- Charles Thévenaz (1882–1966)
- Paul Adolphe Tièche (1838–1912)
- Anne Torcapel (1916–1988)
- John Torcapel (1881–1965)
- Albert Trachsel (1863–1929)
- Christian Trachsel (1852–1911)
- Franz Trachsel (1885–1955)
- Pierre Tremblet (1920–2007)
- Giuseppe Trezzini (1832–1885)
- Paul Trüdinger (1895–1961)
- Theophil Tschudy (1847–1911)
- Alain-G. Tschumi (1928–2019)
- Bernard Tschumi (* 1944)
- Jean Tschumi (1904–1962)
- Wilhelm Josef Tugginer (1824–1897)
- Maurice Turrettini (1878–1932)

## U
- Emil Usteri (1858–1934)

## V
- Livio Vacchini (1933–2007)
- Tibère Vadi (1923–1983)
- Samuel Vaucher (1798–1877)
- Henri Verrey (1852–1928)
- Jules-Louis Verrey (1822–1896)
- Peter Vetsch (* 1943)
- William Vetter (1903–1986)
- Ambroise Villard (1841–1903)
- Louis Villard (1856–1937)
- Eugène Viollet-le-Duc (1814–1879)
- Louis Viollier (1852–1931)
- Eduard Vischer (1843–1929)
- Ernst Vischer (1878–1948)
- Florian Vischer (1919–2000)
- Paul Vischer (1881–1971)
- Gustav Adolf Visscher van Gaasbeek (1859–1911)
- Patrick Vogel (* 1952)
- Hans Vogelsanger (1883–1964)
- Emil Vogt (1863–1936)
- Klaus Vogt (* 1938)
- Max Vogt (1925–2019)
- Lebrecht Völki (1879–1937)
- Hans von der Mühll (1887–1953)
- Henri Robert Von der Mühll (1898–1980)
- Hans Voser (1919–1992)
- Jean-Pierre Vouga (1907–2006)
- Emile Vuilloud (1822–1889)

## W
- Christian Waldvogel (* 1971)
- Selina Walder (* 1976)
- Friedrich Walser (1841–1922)
- Paul Waltenspühl (1917–2001)
- Jakob Friedrich Wanner (1830–1903)
- Wilhelm Waser (1811–1866)
- Bruno Weber (1931–2011)
- Hans-Ulrich Weber (* 1942)
- Gustav Albert Wegmann (1812–1858)
- Bruno Weber (1866–1942)
- Johann Jakob Weibel (1812–1851)
- Hermann Weideli (1877–1964)
- Carl Weidemeyer (1882–1976)
- Hans Weiss (1894–1973)
- Alfons Weisser (1931–2016)
- Johann Jakob à Wengen (1814–1875)
- Heidi Wenger (* 1926)
- Louis Wenger (1809–1861)
- Peter Wenger (* 1923)
- Samuel Werenfels (1720–1800)
- Max Werner (1905–1995)
- Alfred Widmer (1879–1943)
- Friedrich Widmer (1870–1943)
- Alfons Wiederkehr (1915–1985)
- Robert Winkler (1898–1973)
- Edwin Wipf (1877–1966)
- Jacques Wipf (1888–1947)
- Hans Witmer (1907–1986)
- Silvia Witmer-Ferri (1907–1993)
- Ernst Witschi (1881–1959)
- Hans Wittwer (1894–1952)
- Johann Caspar Wolff (1818–1891)
- Charles Albert Wulffleff (1874–1936)
- René von Wurstemberger (1857–1935)
- Albert Wyss (1843–1916)

## Z
- Paolo Zanini (1871–1914)
- Hans Zaugg (1913–1990)
- Ueli Zbinden (* 1945)
- Carl Zehnder (1859–1938)
- Leonhard Zeugheer (1812–1866)
- Albert Zeyer (1895–1972)
- Max Ziegler (1921–2012)
- Pierre Zoelly (1923–2003)
- Otto Zollinger (1886–1970)
- Robert Zollinger (1858–1939)
- Walter Zschokke (1948–2009)
- Raphael Zuber (* 1973)

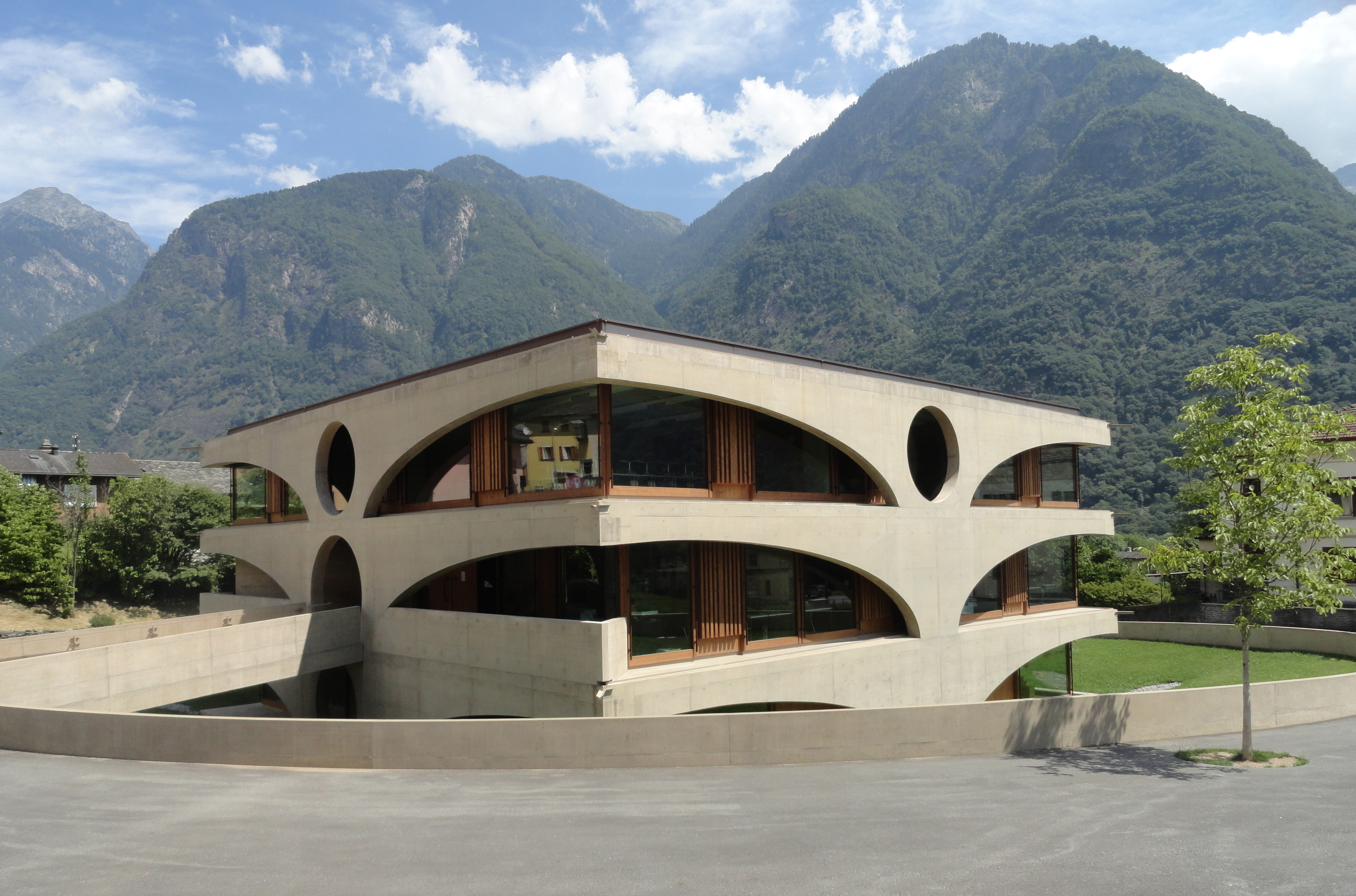
Raphael Zuber: Schulhaus, Grono

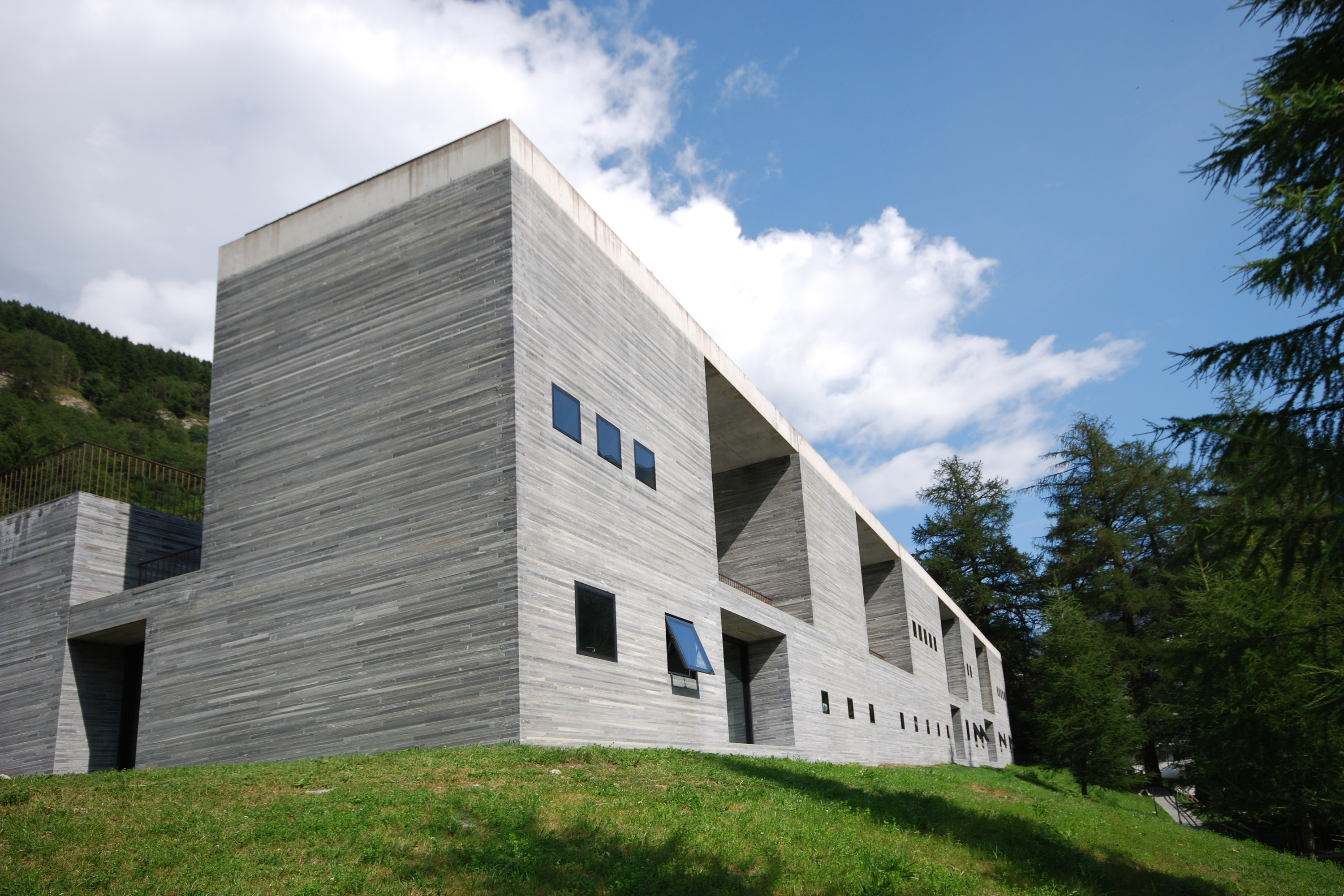
Peter Zumthor: Therme in Vals

- Giovanni Gaspare Zuccalli (≈1637–1717)
- Peter Zumthor (* 1943)
- Bruno Zurkirchen (* 1948)
- Jakob Zweifel (1921–2010)
- Hans Zwimpfer (1930–2017)